# Dipartimento della Frisia
Dipartimento della Frisia era il nome di un dipartimento del Primo Impero francese, negli attuali Paesi Bassi. Il dipartimento ebbe origine durante il periodo della Repubblica Batava, dall'unione di due precedenti dipartimenti. Lo stesso dipartimento fu parte anche del Regno d'Olanda e in seguito all'annessione dello stesso da parte della Francia, fu ufficializzato quale dipartimento francese il 1º gennaio 1811.
Il capoluogo era Leeuwarden e il nome era dovuto alla quasi totale coincidenza del suo territorio con l'antica Signoria di Frisia.
Fu suddiviso negli arrondissement di Leeuwarden, Heerenveen e Sneek.
Si stima che nel 1813, su una superficie di 2 798 km², avesse 175 400 abitanti.
Il dipartimento fu eliminato con la costituzione del Regno Unito dei Paesi Bassi dopo la sconfitta di Napoleone nel 1814. Il territorio dell'ex dipartimento corrisponde approssimativamente alla provincia della Frisia.